# Mas Romeu (Calafell)
El Mas Romeu és una masia de Calafell (Baix Penedès) catalogat com a Bé Cultural d'Interès Local.

## Descripció
La masia, de planta basilical, consta de planta baixa, un pis i golfes. Els baixos tenen una gran portalada d'arc rebaixat i una petita finestra rectangular a cada banda. El pis noble consta de tres finestres rectangulars. Les golfes, que s'alcen tan sols en el centre de l'edifici, presenten dues finestres allargades d'arc de mig punt separades per un rellotge de sol. A la part de darrere hi ha el celler. La coberta és a dues vessants amb el carener perpendicular a la façana.

## Història
Originalment, el mas Romeu es dedicà al conreu de cereals, que més tard abandonà per dedicar-se al vi (encara es pot veure tot el sistema de cups). El 1953 s'hi explorà una cova sepulcral del Neolític, on es trobà material de sílex i fragments ceràmics.